# Eva Bal
Eva Elisabeth Gerritsen (La Haya, 25 de junio de 1938-9 de mayo de 2021), fue una directora de escena neerlandesa, pionera en el teatro con jóvenes.

## Biografía

### Vida privada
Eva Elisabeth Gerritsen nació el 25 de junio de 1938 en La Haya. En 1960 obtuvo su diploma en artes dramáticos de la Hogeschool voor Dramatische Kunst de Utrecht. En 1966 se casó con August Bal, del cual tomó el nombre y con quien tuvo tres hijos: Martijn, Sarah y Vincent. August Bal falleció en 1984, y luego Eva Bal se volvió a casar, con Walter Mareen.
Eva Bal falleció el 9 de mayo de 2021 después de haber sufrido durante varios años de la enfermedad de Alzheimer.

### Carrera
Llegó a Bélgica en 1961, para dar cursos de expresión dramática. Se mudó a Flandes en 1963 y trabajó para el ministerio de la Cultura, con el objetivo de dar un nuevo impulso al teatro para la juventud.
En 1978, Bal fundó el centro de teatro para los jóvenes Speelteater Gent, donde jóvenes y niños podían seguir talleres de teatro. En 1993, el centro se mudó al Kopergietery, una antigua fundición de cobre en el centro de Gante, y es conocido ahora bajo este nombre. Bal desarrolló su método, "de la improvisación al teatro".
Colaboró con Raymond Bossaerts, Frans Van der Aa y Mia Grijp, y viajó en el país así como en el extranjero. Creó obras para, entre otros, Jeugd & Theatre, el Beursschouwburg, el Arca Theater de Gante y el Brussels Kamertoneel.
Después de la guerra en Yugoslavia, trabajó con niños en Zagreb.
Fue profesora en la Hogeschool voor Theater en Maestricht y en el Conservatorio de Gante.
Fue la cofundadora del Internacional Youth Theatre. Fue miembro del Raad voor Cultuur de la Comunidad flamenca de Bélgica.
En 2003, Eva Bal transmitió la dirección artística del Kopergierty a Johan De Smet.

## Obras
- 1976 : Vreemd kind in yo straat
- 1983 : De Boot
- 1987 : Wie troost Muu?
- 1991 : Landschap van Laura (realizado con Alain Platel)
- 1992 : De tuin (realizado con Alain Platel)

## Reconocimiento e influencia
- Recibió el Premio Wanda Reumer
- Varias veces reconocida con el Premio Signaal, sobre todo por Wie troost Muu?[1]

El 3 de octubre de 2000, recibió el título de baronesa por el rey Alberto II, para su compromiso y su trabajo pionero en el teatro para los jóvenes. Su lema es Het Kan. El director y coreógrafo Alain Platel considera que la influencia de Eva Bal se extiende más allá de Europa: «Hasta Eva Bal, los niños eran un tipo de decoración en el teatro, con algunas frases de texto. Eva ha tomado los niños muy en serio y ha trabajado con ellos y para ellos a un alto nivel».